# Chaetona cruenta
Chaetona cruenta är en tvåvingeart som beskrevs av Giglio-tos 1893. Chaetona cruenta ingår i släktet Chaetona och familjen parasitflugor. Inga underarter finns listade i Catalogue of Life.